# Río Santa María (San Luis Potosi)

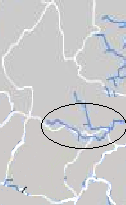
Cuenca del río Santa Maria

El río Santa María discurre por los estados Mexicanos de Guanajuato, San Luis Potosí y Querétaro. En curso por el estado de Querétaro se une con el río Adjuntas en el municipio de Arroyo Seco, esto hace que se distinga por ser sus aguas frías y calientes ya que un río es de temperatura fría y el otro de cálida. Durante el curso el río se conforma por 5 cañones. El río se encuentra en la cuenca Panuco-Santa María.

## Curso
El río Santa María nace en el Estado de San Luis Potosí. De ahí pasa al estado de Querétaro recorriendo una pequeña área del estado de donde recibe ayuda de los ríos Ayutla y Jalpan. El río ya en la Sierra Gorda al ir más enriquecido sirve de límite con San Luis Potosí.
De ahí pasa a la Sierra Gorda de Guanajuato pasando por el Noreste de Guanajuato donde es alimentado por varios arroyos de la región. En el municipio de San Luis de la Paz sirve de límite entre Guanajuato y San Luis Potosí, el cual una vez penetrando a ese estado se une al río Pánuco y atraviesa la Sierra Madre Oriental.
El rio Santa María es la principal fuente de abastecimiento de agua para las comunidades de la zona norte del municipio de Jalpan de Serra ubicado en el estado de Querétaro con una disponibilidad de alrededor de 150 millones cúbicos de agua para estas comunidades, aunado a esto se conecta  la cuenca de agua de la presa de Jalpan de Serra.